# Toralf Engan
Toralf Engan (* 1. Oktober 1936 in Hølonda, Gemeinde Melhus) ist ein ehemaliger norwegischer Skispringer und Sportartikelhändler.

## Werdegang
Seinen ersten Auftritt bei einem internationalen Turnier hatte Engan 1956 bei der Vierschanzentournee am Innsbrucker Bergisel. Für die Olympischen Winterspiele 1960 in Squaw Valley wurde er nicht nominiert, doch nach dieser Enttäuschung begann für ihn eine Zeit großer Erfolge. Beim Springen auf dem Holmenkollbakken 1960 wurde er Zweiter hinter Olympiasieger Helmut Recknagel, 1962 gewann er dort. 1961–63 gewann er drei Mal in Folge das Springen die schwedischen Skifestspiele, 1961 wurde er zudem norwegischer Landesmeister.
Bei der Nordischen Skiweltmeisterschaft 1962 in Zakopane wurde er Skisprungweltmeister. Im selben Jahr erhielt Engan die Holmenkollen-Medaille, die Morgenbladet-Goldmedaille und wurde als Norwegens Sportler des Jahres ausgezeichnet. 1963 gewann er nach drei Siegen in Oberstdorf, Innsbruck und Partenkirchen und einem vierten Rang in Bischofshofen die Gesamtwertung der Vierschanzentournee.
Bei den Olympischen Winterspielen 1964 lieferte er sich bei beiden Wettbewerben einen Zweikampf mit dem Finnen Veikko Kankkonen. Das erste Springen war jenes am 31. Januar auf der Normalschanze, welches allerdings nicht am Bergisel, Engans Lieblingsschanze, stattfand, sondern in Seefeld. Dort gewann Engan hinter Kankkonen Silber. Beim Springen auf der Bergiseler Großschanze am 9. Februar drehten sich die Verhältnisse um, Engan errang einen knappen Sieg vor Kankkonen. Da die Nordischen Skiweltmeisterschaften in diesem Jahr im Rahmen der Olympischen Spiele ausgetragen wurden, wurde Engan (wie also auch Kankkonen) zugleich Weltmeister und Vizeweltmeister. Diese Erfolge brachten ihm in seinem Heimatland den Fearnleys olympiske ærespris ein.
In der Skisprungsaison 1964/65 erreichte Engan den siebten Platz in Oberstdorf sowie den achten Rang beim Innsbrucker Tourneespringen. Im Januar und Februar ging Engan erstmals auf eine Übersee-Tour, wo er in Lake Placid, Leavenworth und Westby internationale Springen gewann. Dabei erzielte er mit seinem Sprung auf 99 Meter in Leavenworth eine neue nordamerikanische Rekordweite. Bei den Miyasama-Spielen in Sapporo wurde er zweimal Dritter. Diesen Platz erreichte er auch Mitte März beim prestigeträchtigen Holmenkollen-Skifestival in Oslo. Bei der Norwegen-Tournee siegte er an drei der vier Stationen, in Porsgrunn reichte es nur zu Rang zehn. Daher wurde Engan in der Gesamtwertung nur Zweiter hinter Hans Olav Sørensen. Im Oktober 1966 riss sich Engan beim Fußballspielen die Achillessehne. Daher beendete er seine Karriere als aktiver Sportler; von 1967 bis 1969 war er der Trainer der norwegischen Skisprungmannschaft.

## Erfolge

### Schanzenrekorde
| Ort       | Land       | Weite              | aufgestellt am   | Rekord bis     |
| --------- | ---------- | ------------------ | ---------------- | -------------- |
| Innsbruck | Österreich | 91,5 m (HS: 130 m) | 3. Dezember 1962 | 5. Januar 1964 |